# Sadalbari
Sadalbari (μ Pegasi / μ Peg / 48 Pegasi / HD 216131) es una estrella en la constelación de Pegaso.
Su nombre, del árabe سعد البري (Sa'd al-Bari'), significa «la suerte de la persona excelente».
De magnitud aparente +3,51, es la séptima estrella más brillante en su constelación, después de ε, β, α, γ, η y ζ Pegasi.
Se encuentra a 108 años luz del sistema solar.
Sadalbari es una gigante amarilla de tipo espectral G8III con una temperatura efectiva de ~ 5000 K.
Semejante a la componente más brillante de Capella (α Aurigae) o a Vindemiatrix (ε Virginis), es menos luminosa que éstas, con una luminosidad 54 veces superior a la del Sol.
Tiene un diámetro ~ 12 veces más grande que el del Sol, cifra calculada a partir de la medida directa de su diámetro angular corregida por el oscurecimiento de limbo —2,50 milisegundos de arco—.
Gira sobre sí misma con una velocidad de rotación de sólo 0,26 km/s, si bien éste es un límite inferior que depende de la inclinación de su eje de rotación respecto al observador terrestre.
Sadalbari posee una metalicidad comparable a la de Sol, con un contenido de hierro en relación con el de hidrógeno ligeramente por debajo del valor solar (aproximadamente el 86 % del mismo).
Tiene una masa 2,5 veces mayor que la del Sol y su edad se estima en 1000 millones de años.